# Драгана
Драга̀на е село в Северна България, намиращо се в община Угърчин, област Ловеч.

## География
Село Драгана е разположено на 30 km западно от Ловеч – там, където Стара планина се слива с Дунавската равнина и може да се счита и за полубалканско и за полуполско село. От юг на север землището му се прорязва от долината на малката река Каменица. Самото село е разположено в едно неголямо разширение, оградено от стръмни склонове и скали, които го защитават от ветровете и придават по-мек характер на климата му. През зимата тук ги няма присъщите на дунавските села сурови студове, а летните нощи са прохладни. На югоизток от Драгана, в посока изток-запад, се издига дълъг около 10 km хребет, който започва от най-високата местност Усоето и стига до Пимотски връх, откъдето със стръмен горист скат слиза към реката. По билото на този хребет минава границата между землищата на Драгана и Угърчин. Северният му склон се спуска към дълбоко дере – Домуз дере, което се влива в Каменица от изток. На югозапад постепенно се издига заоблен хълм, носещ названието Високи връх. Северната и североизточната част на драганското землище представлява леко нагъната равнина – ниви, ливади, овощни градини, пасища и горички. В землището на Драгана се простират и няколко горски масива – Гущера, Шакирското, Узун келеме, Усойната, Билото, Мечи лъг.

## История
В римско време на мястото, където е днешната Драгана, е имало древно селище. Свидетелство за това са останките от крепостта Калето. Според легендата селото е кръстено на мома на име Драгана, която турците запалили в буренаците, за да я накарат да излезе и да приеме мохамеданската вяра. До Освобождението тук са живели няколко семейства турци, черкези и абази, но по време на Руско-турската война те се изселват в Турция и на тяхно място се заселват пришълци от близки села – най-вече Угърчин, Лесидрен, Сопот и Брусен. Те се разполагат компактно в очертани от завоите на реката махали – Угърчинска, Лесидренска, Сопотска, Брусенска. След Кресненското въстание тук са заселени бежанци от Пиринско. Те заемат най-северната част и там създават Македонската махала. През 1938 г. правителството заселва в югозападния край 30 – 40 семейства от шопското село Бов и така се създава Бовската махала. Първоначално отделните махали се различавали съществено по говор, бит и обичаи и са водили обособен живот. Впоследствие обаче постепенно се смесват и общувайки, повечето от тези различия изчезват.
В деня след Деветосептемврийския преврат от 1944 година в селото идват група комунисти, водени от Петко Кунин, и провеждат митинг, на който са „осъдени“ на смърт и убити няколко души.

## Религия
Влиянието на религията в Драгана е много слабо. В селото никога не е имало църква.
През 2020 г. в центъра на селото е открит православен параклис, построен със средства на община Угърчин.

## Културни и природни забележителности
Изключително красиво поречие на река Каменица, която се вие между високи скали и обрасли с непристъпна растителност брегове.
Има много пещери и извори в долината на реката и по хълмовете наоколо, чист въздух, отдалечено от промишлени зони село със запазен дух и прекрасни места за излети. Чистата балканска рекичка предоставя условия за риболов и почивка.

## Редовни събития
Празникът на селото е на 6 септември и по случай празника всяка година се организира тържество, като от поканените гости присъстват и наши политици.

## Личности
- Христо Добрев Стоянов (Дико), партизанин, военен деец, генерал-полковник (1923 – 2013)
- Дако Вутов Цоков (Крайо), партизанин (1923 – 1944)
- Цоко Цоков (р. 1921), партизанин
- Никола Чиков Монов, партизанин (1919 – 1944)
- Моно Монов (р. 1922), български офицер, генерал-майор
- Цецка Цачева Данговска, политик, първата жена председател на Народното събрание на България (р. 1958)
- Кирил Киров, стопански деец
- д-р Пейо Найденов Вълчев – виден български медик, лекар четвърто поколение, с огромен принос в родното здравеопазване
- Димитър Михайлов Димитров (чича Митка) р. 1941 г. – бивш кмет и председател на ТКЗС, ветеринарен лекар, общественик и собственик на заведението в село Драгана.